# Inginerie fizică
Ingineria fizică este o știință care combină fizica, ingineria și matematica pentru a dezvolta o înțelegere a relației dintre aceste discipline.